# Hohenzollern-Sigmaringen
O Estado de Hohenzollern-Sigmaringen foi um condado de 1576 (com a partição do Condado de Hohenzollern) até 1623, que foi elevado a principado, que durou até 1850, quando o Reino da Prússia o anexou.

## História
Durante toda sua existência, Hohenzollern-Sigmaringen foi governado pela dinastia Hohenzollern-Sigmaringen, que foi criada junto ao condado.
O condado de Hohenzollern-Sigmaringen foi criado em 1576, após a partição do condado de Hohenzollern, um feudo do Sacro Império Romano-Germânico. Quando morreu o último conde de Hohenzollern, Carlos I, de Hohenzollern (1512-1579), o território era para ser dividido entre seus três filhos:
- Eitel Frederico IV, Conde de Hohenzollern
- Carlos II, Conde de Hohenzollern-Sigmaringen
- Christopher, Conde de Hohenzollern-Haigerloch

Os príncipes de Hohenzollern-Sigmaringen governavam um pequeno principado no sudoeste da Alemanha, com sede no Castelo Sigmaringen. Diferente dos Hohenzollern de Brandemburgo e Prússia, os Hohenzollern de Sigmaringen e seus primos de Hohenzollern-Hechingen  o ramo de maior hierarquia do ramo da Suábia da casa de Hohenzollern, e Hohenzollern de Haigerloch, mantiveram-se católicos.
O principado tornou-se um estado independente em 1815, após as Guerras Napoleônicas. Seu regente, Carlos, Príncipe de Hohenzollern-Sigmaringen foi deposto durante as revoluções de 1848. Seu filho, Carlos Antônio, sucedeu-o e voltou-se  para a Prússia para obter ajuda. Tropas prussianas chegaram em agosto de 1849, e um tratado assinado em dezembro fez com que Hohenzollern-Sigmaringen fosse anexado pela Prússia, entrando em vigor em março de 1850. A anexação de seu estado não significou, todavia, o fim da importância da Casa de Hohenzollern-Sigmaringen.
O último príncipe, Carlos Antônio, serviu como primeiro-ministro da Prússia entre 1858-1861. O segundo filho de Carlos Antônio, Carlos Frederico Eitel de Hohenzollern-Sigmaringenm tornou-se príncipe (1866-1881) e, em seguida, o rei (1881-1914) dos romenos, com o nome de Carlos I, e a Casa permaneceu no trono até o fim da monarquia romena em 1947.
Uma vez, com a morte de Constantino de Hohenzollern-Hechingen, a linha Hohenzollern-Hechingen se extinguiu em 1869, o chefe da Casa de Hohenzollern-Sigmaringen, Carlos Antônio de Hohenzollern-Sigmaringen, tomou o título de príncipe (Fürst) de Hohenzollern em vez de Hohenzollern-Sigmaringen.
A oposição francesa à candidatura do príncipe Leopoldo para o trono de Espanha desencadeou a Guerra Franco-Prussiana (1870-1871), que levou à fundação do Império Alemão, em janeiro de 1871.

## O território atualmente
A Revolução Alemã eclodiu em 1918, depondo o cáiser Guilherme II e todos os monarcas dos estados que compunham o Império Alemão. Entretanto, como Hohenzollern-Sigmaringen tornara-se uma província prussiana em 1850, continuou a existir, de jure até 1946, e depois como parte das Zonas ocupadas pelos Aliados na Alemanha, na região administrada pela França. 
Desde 1952, a região de Hohenzollern-Sigmaringen faz parte do estado alemão Baden-Württemberg, uma união de Württemberg-Baden (na região sob controlo norte-americano) Württemberg-Hohenzollern e Baden (sob controlo francês).